# Дуде Загорички
Дуде е български хайдутин от средата на XVII век, действал в Битолско.

## Биография
Роден е в костурското село Загоричани. В 1644 година Дуде се появява на съд в Битоля. За делото са повикани жителите на село Загоричани, които да свидетелстват за поведението му. Свидетелите заявяват, че Дуде е хайдутин повече от 20 години, че хайдутството му е станало занаят и че вдигал бунт срещу властта. Свидетелите предлагат смъртна присъда. Много мюсюлмани потвърждават същото и Дуле е осъден на смърт. Пет години по-рано отново в Битоля е съден арамбашията Дуде, син на Йован от село Търново, който може и да съвпада с този Дуде.